# Trương Tử Phong
Trương Tử Phong (Giản thể: 张子枫, Phồn thể: 張子楓, Phiên âm: Zhāng Zi Fēng, tên tiếng Anh: Wendy Zhang, sinh ngày 27 tháng 8 năm 2001 tại Tam Môn Hiệp, tỉnh Hà Nam, Trung Quốc) là một nữ diễn viên người Trung Quốc.
Trương Tử Phong tham gia hoạt động nghệ thuật từ rất sớm, từ 5 tuổi đã đi tham gia một số bộ phim truyền hình và đóng quảng cáo. Tuy nhiên, phải đến vai diễn Phương Đăng trong tác phẩm Đường Sơn đại địa chấn năm 2010 cô mới được biết đến nhiều hơn. Sau Đường Sơn đại địa chấn, Trương Tử Phong ký hợp đồng với công ty Hoa Nghị huynh đệ và trở thành nghệ sĩ trẻ tuổi nhất của công ty. Sau khi hết hợp đồng năm 2016, cô lập phòng làm viẹc riêng và hiện tại vẫn là một diễn viên tự do. Trương Tử Phong được đánh giá cao trong lĩnh vực diễn xuất, được xem là một diễn viên phái thực lực dù tuổi đời còn nhỏ. Cô đã đạt được những giải thưởng danh giá từ khi còn rất trẻ, là người trẻ tuổi nhất dành được giải thưởng Bách Hoa, Hoa Đỉnh, cũng là người trẻ tuổi nhất được đề cử giải Bạch Ngọc Lan, ngoài ra cô còn được đề cử giải Kim Mã. 
Năm 2023, Trương Tử Phong chính thức trở thành Ảnh hậu giải Hoa Biểu, là diễn viên 10x đầu tiên chạm tới danh hiệu cao quý này, đồng thời là Ảnh hậu trẻ nhất trong lịch sử giải Hoa Biểu. Cô cũng là nữ diễn viên 10x đầu tiên cho đến hiện tại có phim điện ảnh nhất phiên doanh thu 1,68 tỷ NDT và là nữ diễn viên có tổng doanh thu phòng vé nhất phiên cao thứ 7 Trung Quốc cho đến thời điểm hiện tại. Năm 2019, cô được CCTV bình chọn là người đầu tiên trong Tân tứ tiểu hoa đán thế hệ sau 95 cùng với Văn Kỳ, Quan Hiểu Đồng và Âu Dương Na Na.

## Sự nghiệp
- 2005, trước khi đi học Trương Tử Phong được một người bạn của bố mẹ phát hiện và bắt đầu chụp ảnh quảng cáo. Sớm nhận ra tiềm năng của con gái, gia đình cô chuyển đến Bắc Kinh để tiện cho việc phát triển của cô.
- 2008 tham gia diễn xuất trong phim truyền hình Búp Bê Máy Tính và phim truyền hình Long Tu Câu, chính thức bước vào giới giải trí.
- 2009 tham gia phim truyền hình thời chiến Chuyến Tàu Bí Mật và bộ phim cận đại Nguyện làm nữ nhân.
- 2010, cô được đạo diễn Phùng Tiểu Cương chọn diễn vai cô bé Phương Đăng trong Đường Sơn đại địa chấn, vai diễn lấy đi rất nhiều nước mắt của khán giả. Đây cũng là lần đầu tiên cô thử sức với mảng phim điện ảnh và đã thành công đánh bại nhiều tiền bối trong ngành như Hồ Ca, Lý Thấm, Lý Ngải, Trương Tử Huyên để đoạt giải "Diễn viên mới xuất sắc nhất" tại giải Bách Hoa lần thứ 31, trở thành diễn viên trẻ tuổi nhất giành được giải thưởng này cho nay. Sau đó cô tham gia bộ phim cách mạng Bố Tôi Là Ghế Đẩu của Vương Bảo Cường và Đào Hồng, diễn vai cô con gái Hồng Nhi.
- 2011 tham gia bộ phim truyền hình Cuộc Sống Hạnh Phúc Của Cố Lạc với vai diễn Cố Lạc, thành công giành được giải thưởng "Diễn viên có tiềm năng nhất" của đài Giang Tô.
- 2012 bộ phim truyền hình Tâm Thuật với chủ đề "Tín, Vọng, Ái" ra mắt, trong phim Trương Tử Phong diễn vai một bệnh nhân cần được hiến thận Nam Nam. Cùng năm, cô tham gia phim điện ảnh Cung Tỏa Trầm Hương với tư cách khách mời đặc biệt, lần đầu thử sức tạo hình cổ trang. Ngoài ra trong bộ phim truyền hình hiện đại Cuộc Sống Rực Rỡ Trương Tử Phong cũng tham diễn vai thời thiếu niên của cô gái Dư Phi hiểu chuyện, dám yêu dám hận. Trong Cuộc sống Rực Rỡ Trương Tử Phong đóng vai cô bé Hạ Phi thông minh lanh lợi nhưng lại mắc căn bệnh hiểm nghèo. Trong Long Môn Tiêu Cục cô tham gia với tư cách khách mời.
- 2013 phim điện ảnh Thời Đại Ảo Thuật ra mắt tại Trung Quốc, Trương Tử Phong lần đầu đóng vai chính trên màn ảnh rộng và hợp tác với diễn viên gạo cội Từ Tranh.
- 2014 Trương Tử Phong tham gia lồng tiếng cho nhân vật Penny Peterson trong phim hoạt hình Mr. Peabody & Sherman. Sau đó tham gia bộ phim truyền hình Bố Về Nhà diễn vai cô con gái Hoắc Thông. Tiếp đến là bộ phim điện ảnh thanh xuân vườn trường Bạn Cùng Bàn với vai diễn cô bé Châu Tiểu Chi và được đề cử giải "Nữ diễn viên của năm" ở Đại hội tuyên dương năm 2014 do Hiệp hội đạo diễn điện ảnh Trung Quốc bình chọn. Trong bộ phim truyền hình Hiệp Sĩ Mặt Nạ - Tiếng Gọi Của Sứ Mệnh vào vai Tiểu Hạch Đào, Trương Tử Phong lần đầu thử sức với cảnh võ thuật.
- 2015 tham gia diễn bộ phim kinh dị Ma Cung Mị Ảnh. Sau đó tiếp tục tham gia diễn vai Tư Nặc trong bộ phim điện ảnh Thám Tử Phố Tàu, nụ cười ở cảnh cuối của cô trở thành điểm sáng nhất phim và trở thành một trong những biểu cảm kinh dị nhất của năm do khán giả bình chọn. Tiếp đó là bộ phim tâm lý gia đình Tiểu Biệt Ly, diễn vai cô bé Phương Đóa trong quá trình trưởng thành, bộ phim đem về cho Trương Tử Phong giải "Nữ diễn viên phụ xuất sắc nhất" giải Hoa Đỉnh lần thứ 22 và một đề cử "Nữ diễn viên phụ xuất sắc nhất" Giải Bạch Ngọc Lan dù khi đóng phim này cô mới 14 tuổi.
- 2016 diễn vai chính trong bộ phim thanh xuân Năm Tháng Chợt Vội Qua, sau đó tiếp tục tham gia diễn xuất trong bộ phim thanh xuân vườn trường Thời Đại Niên Thiếu Của Chúng Tavới tư cách khách mời đặc biệt, diễn quản lý đội bóng thẳng thắn Lật Tử. Cùng năm, diễn viên gạo cội Quách Đào chọn cô làm nữ chính cho bộ phim điện ảnh đạo diễn đầu tay của mình - Trò Chơi Tham Vọng.
- Tháng 3/2017 Trương Tử Phong tham gia tuần lễ thời trang Paris. Cùng năm cô trở thành "Người tuyên truyền phim trong nước" của LHP Quốc tế Bắc Kinh lần thứ 7. Ngày 4/5 tham gia đêm hội Ngũ Tứ trình diễn bài Nơi Giấc Mơ Bắt Đầu, giành được 1 trong 10 danh hiệu "Thanh niên Ngũ Tứ xuất sắc nhất". Vai nữ chính Hàn Mai Mai trong phim điện ảnh Lý Lôi Và Hàn Mai Mai cũng giúp cô đoạt giải "Diễn viên mới xuất sắc nhất" của Liên hoan phim Trung - Anh lần thứ 5.  Trong bộ phim truyền hình chiếu mạng Nhật Kí Suy Luận phát sóng trên Tencent, cô thử sức một mình đóng hai vai diễn, là thiếu nữ 16 tuổi Hạ Tảo An và thành viên nam 30 tuổi của tổ chức bí ẩn Edison. Tiếp sau đó cũng tham gia Tôi Và Hai Người Ấy với vai diễn Lâm Viên, không những phải học lái xe, mà còn phải thử thách với tiếng Pháp và bơi lội.
- 2018 tham gia bộ phim điện ảnh chuyển thể từ truyện tranh Mau Mang Anh Tôi Đi Giùm Cái với vai em gái Giờ Giây (Thời Miễu), doanh thu của phim đạt gần 380 triệu NDT, trở thành nữ diễn viên 10x đầu tiên có doanh thu phim nhất phiên vượt 100 triệu NDT. Tháng 3/2018 cô gia nhập đoàn phim điện ảnh Chào em, Chi Hoa của đạo diễn Shunji Iwai do Trần Khả Tân làm giám chế và hợp tác với diễn viên Châu Tấn, cô cũng được đề cử "Nữ viên viên phụ xuất sắc nhất" Giải Kim Mã nhờ phim này. Tháng 11, cô gia nhập đoàn làm phim Vị khách bí ẩn của đạo diễn Trần Chính Đạo, hợp tác cùng 2 ảnh đế là Quách Phú Thành và Đoạn Dịch Hoành.
- 2019  cô được CCTV bình chọn là 1 trong Tân tứ tiểu hoa đán thế hệ sau 95
Tháng 2 cô gia nhập đoàn phim điện ảnh Tạm biệt, thiếu niên (Tên cũ: Phương nam, có sương mù) và xác nhận sẽ trở lại với vai Thời Miễu trong Mau mang anh tôi đi giùm cái 2.
Tháng 4 cô tham gia chương trình truyền hình thực tế Hướng về cuộc sống mùa 3 của đài Hồ Nam với tư cách khách mời và được giữ lại làm thành viên chính thức, đây cũng là show giải trí đầu tiên cô tham ra làm thành viên cố định.
Tháng 9 cô cùng với diễn viên Trần Phi Vũ được mời tham gia lồng tiếng bộ phim hoạt hình Everest: Người tuyết bé nhỏ (tựa gốc tiếng Anh: Abominable)
Cũng trong năm 2019, cô tham gia đóng 2 bộ phim điện ảnh là Sủng ái của đạo diễn Dương Tử, nhà sản xuất Từ Tranh, đồng thời là diễn viên trẻ tuổi nhất trong phim Thân ái, chúc mừng năm mới, lần đầu hợp tác cùng diễn viên Bạch Bách Hà và Ngụy Đại Huân. Cả hai bộ phim đều được công chiếu rạp vào 31/12/2019.
- 2020 Thám Tử Phố Tàu 3 mà cô tham gia được ra mắt.
- Năm 2021, Trương Tử Phong chinh chiến phòng vé với Chị Tôi và bộ phim đã đạt tổng doanh thu phòng vé 860 triệu NDT. Vai diễn cũng đã giúp cô giành được hai đề cử danh giá là Kim Kê và Nữ chính xuất sắc nhất của Liên hoan phim Điện ảnh Châu Á lần thứ 15, cùng với giải thưởng lớn đầu tiên cô giành được sau khi trưởng thành là Nữ chính xuất sắc nhất giải Kim Lộc (Liên hoan phim Trường Xuân lần thứ 16), và giành được chiến thắng thuyết phục trong giải Hoa Biểu lần thứ 19, trở thành Ảnh hậu trẻ nhất giải Hoa Biểu, cũng là Ảnh hậu đầu tiên của thế hệ 10x.

## Hoạt động xã hội
- Năm 2011, Trương Tử Phong đảm nhiệm vai trò đại sứ quảng cáo từ thiện "Tuyên truyền rộng".
- Ngày 19/3/2012, cô cùng Vương Bảo Cường, Lý Ngật Thành làm từ thiện tại một trường tiểu học tại Bắc Kinh. Ngày 24/3, cô trở thành đại sứ từ thiện cho trẻ em nữ trung học khu vực Hải Điến 101.
- Năm 2014, Trương Tử Phong tham gia diễn xuất cho nhiều phim tuyên truyền từ thiện.
- 4/5/2017, cô đoạt danh hiệu Thanh niên Ngũ Tứ ưu tú do Đài truyền hình trung ương Trung Quốc khen tặng.
- Ngày 25/7/2017, Trương Tử Phong trở thành đại sứ tuyên truyền du lịch cho Tam Môn Hiệp.

## Phim

### Phim điện ảnh
| Thời gian  | Tên phim                                      | Vai diễn                | Nghệ sĩ hợp tác                                                                                                   | Ghi chú              | Tham khảo     |
| ---------- | --------------------------------------------- | ----------------------- | --- | -------------------- | ------------- |
| 22/7/2010  | Đường Sơn đại địa chấn                        | Phương Đăng             | Từ Phàm, Trương Quốc Cường, Trần Đạo Minh                                                                         | vai nữ chính lúc nhỏ |               |
| 13/8/2013  | Cung Tỏa Trầm Hương                           | Trầm Hương              | Châu Đông Vũ, Trần Hiểu, Triệu Lệ Dĩnh, Tưởng Y Y                                                                 | vai nữ chính lúc nhỏ | [ 4 ]         |
| 23/8/2013  | Thời Đại Ảo Thuật                             | Dudu                    | Từ Tranh, Vương Thái Lợi, Trương Thạc Văn                                                                         | nữ chính             | [ 5 ]         |
| 25/4/2014  | Bạn Cùng Lớp                                  | Chu Tiểu Chi            | Châu Đông Vũ, Lâm Canh Tân, Lý Gia Thành                                                                          | vai nữ chính lúc nhỏ | [ 6 ]         |
| 31/12/2015 | Thám Tử Phố Tàu                               | Tư Nặc (Snow)           | Lưu Hạo Nhiên, Đồng Lệ Á, Vương Bảo Cường                                                                         | vai nữ 2             | [ 7 ]         |
| 29/4/2016  | Ma Cung Mị Ảnh                                | Khổng Lan               | Lâm Tâm Như, Dương Hựu Ninh, Nhậm Đạt Hoa                                                                         | vai nữ chính lúc nhỏ |               |
| 2016       | Trò Chơi Tham Vọng                            | Manh Manh               | Quách Đào, Khương Triều, Tống Giai, Phạm Vỹ, Văn Chương                                                           | nữ chính             |               |
| 2016       | Năm Tháng Chợt Vội Qua                        | Khương Hà               | Khương Triều, Tống Uy Long                                                                                        | nữ chính             |               |
| 9/6/2017   | Lí Lôi Và Hàn Mai Mai                         | Hàn Mai Mai             | Trương Dật Kiệt, Thành Tử Ninh, Lý Gia Thành                                                                      | nữ chính             | [ 8 ]         |
| 2018       | Mau Đưa Anh Tôi Đi Giùm Cái                   | Thời Miễu               | Bành Dục Sướng, Tôn Trạch Nguyên, Triệu Kim Mạch, Phương Tường Duệ                                                | nữ chính             | [ 9 ]         |
| 2018       | Chào em, Chi Hoa                              | Chi Hoa thời niên thiếu | Châu Tấn, Tần Hạo, Đỗ Giang, Đặng Ân Hy                                                                           | vai nữ 2             | [ 10 ]        |
| 2019       | Vị Khách Bí Ẩn                                | Uông Sở Đồng            | Quách Phú Thành, Đoạn Dịch Hoành, Hứa Vỹ Ninh, Vinh Tử Sam                                                        | nữ chính             |               |
| 2019       | Tạm biệt, thiếu niên                          | Lê Phi                  | Trương Hựu Hạo | nữ chính             |               |
| 2020       | Sủng Ái                                       | Giang Nam               | Lý Lan Địch, Ngô Lỗi, Chung Hán Lương, Trần Vỹ Đình                                                               |                      | [ 11 ] [ 12 ] |
| 2020       | Thân Ái,Chúc mừng năm mới                     |                         | Bạch Bách Hà, Ngụy Đại Huân                                                                                       | nữ chính             |               |
| 2020       | Thám Tử Phố Tàu 3                             | Tư Nặc (Snow)           | Vương Bảo Cường, Lưu Hạo Nhiên, Phan Việt Minh, Satoshi Tsumabuki                                                 | vai phụ              | [ 13 ]        |
| 2021       | Bác sĩ Trung Quốc                             | Tiểu Phong              | Chu Á Văn, Lý Thần, Dịch Dương Thiên Tỉ                                                                           | khách mời            |               |
| 2021       | Chị gái tôi                                   | An Nhiên                | Lương Tĩnh Khang                                                                                                  | nữ chính             | [ 14 ]        |
| 2021       | Mùa hè tương lai                              | Trần Thần               | Ngô Lỗi | nữ chính             | [ 15 ]        |
| 30/9/2024  | Lộ trình khủng hoảng                          | Cao Tiểu Quân           | Lưu Đức Hoa, Lưu Đào, Khuất Sở Tiêu, Quách Hiểu Đông, Tưởng Mộng Tiệp                                             | nữ chính             | [ 16 ]        |
| 1/5/2024   | Du hành xuyên mặt trăng                       | Lâm Tú San              | Hồ Tiên Hú | nữ chính             | [ 17 ]        |
| 2023       | Quân Tình Nguyện Hùng Binh Xuất Kích (Phần 1) | Lý Hiểu                 | Tân Bách Thanh, Chu Nhất Long, Trần Phi Vũ, Chương Tử Di, Trương Tụng Văn, Ngụy Đại Huân, Âu Hào, Trương Hựu Hạo. | nữ chính             | [ 18 ]        |
| 2024       | Tôi Sẽ Ổn Thôi (Nói Lời Tạm Biệt)             | Tiểu Mãn                | Vương Cảnh Xuân                                                                                                   | nữ chính             | [ 19 ]        |
| 2024       | Tương Viên Lộng                               | Diệp Niệm Chi           | Chương Tử Di, Dương Mịch, Triệu Lệ Dĩnh, Lôi Giai Âm, Lý Hiện, Dịch Dương Thiên Tỷ                                | nữ phụ               | [ 20 ]        |
| 30/9/2024  | Quân Tình Nguyện: Cuộc Chiến Sinh Tử (Phần 2) | Lý Hiểu                 | Tân Bách Thanh, Chu Nhất Long, Trần Phi Vũ, Chương Tử Di, Trương Tụng Văn, Ngụy Đại Huân, Âu Hào, Trương Hựu Hạo. | nữ chính             | [ 21 ]        |

### Phim truyền hình
| Thời gian | Tên phim                                        | Vai diễn          | Nghệ sĩ hợp tác                                                                    | Ghi chú              | Tham khảo |
| --------- | ----------------------------------------------- | ----------------- | ---------------------------------------------------------------------------------- | -------------------- | --------- |
| 2008      | Bình An Là Phúc                                 | Tiểu Hồ Lô        | Dương Lập Tân                                                                      | vai phụ              |           |
| 2008      | Búp Bê Máy Tính                                 | Uông Sa Sa        | A Nhã, Cao Lượng, Hồ Áo                                                            | vai phụ              |           |
| 24/6/2008 | Ninh Vi Nữ Nhân                                 | Từ Tuyết Phương   | Huỳnh Văn Hào, Diệp Á Thư, Đỗ Vy                                                   | vai phụ              |           |
| 10/8/2009 | Chuyến Tàu Bí Mật                               | Tạ Điềm Điềm      | Châu Kiệt, Lưu Vân, Vương Nhã Tiệp                                                 | vai phụ              |           |
| 19/7/2011 | Bố Tôi Là Ghế Đẩu                               | Hồng Nhi          | Vương Bảo Cường, Đào Hồng                                                          | vai nữ 2             | [ 22 ]    |
| 3/5/2012  | Tâm Thuật                                       | Nam Nam           | Ngô Tú Ba, Hải Thanh, Trương Gia Nghị, Trạch Thiên Lâm, Dương Tử                   | vai nữ 3             | [ 23 ]    |
| 13/8/2012 | Cuộc Sống Hạnh Phúc Nhà Cố Lạc                  | Cổ Lạc            | Trương Quốc Cường, Khương Hoành Ba                                                 | vai nữ 2             | [ 24 ]    |
| 2013      | Long Môn Tiêu Cục                               | Tiểu Tuyết Nhung  | Quách Kinh Phi, Viên Vịnh Nghi, Huỳnh Hiểu Minh, Sa Dật, Mã Thiên Vũ               | vai khách mời        |           |
| 20/3/2013 | Hạnh Phúc Nở Rộ                                 | Tiểu Hạ Phi       | Mã Nhã Thư, Viên San San, Ôn Văn Tranh                                             | vai nữ 3             | [ 25 ]    |
| 22/3/2013 | Bố Đã Về Nhà                                    | Hoắc Thông        | Lưu Uy, Bành Ngọc, Dương Tử, Trương Nhất Sơn                                       | vai nữ 3             | [ 26 ]    |
| 27/8/2013 | Cuộc Sống Rực Rỡ                                | Dư Phi (thời nhỏ) | Lý Thấm, Hà Nhuận Đông, Hám Thanh Tử                                               | vai nữ chính lúc nhỏ | [ 27 ]    |
| 9/4/2014  | Hiệp Sĩ Mặt Nạ - Tiếng Gọi Của Sứ Mệnh          | Tiểu Hạch Đào     | Hầu Mộng Sa, Phó Trình Bằng, Hạ Hậu Bân                                            | vai nữ 3             | [ 28 ]    |
| 15/8/2016 | Tiểu Biệt Ly (tên phim chiếu ở Việt Nam: Tổ Ấm) | Phương Đóa Đóa    | Huỳnh Lỗi, Hải Thanh, Chu Viên Viên, Triệu Kim Mạch, Hồ Tiên Hú, TFBoys, Uông Tuấn | vai chính            | [ 29 ]    |
| 9/7/2017  | Thời Đại Niên Thiếu Của Chúng Ta                | Lật Tử            | TFBoys, Tiết Chi Khiêm, Lý Tiểu Lộ, Đường Vũ Triết, Tống Tổ Nhi                    | vai khách mời        | [ 30 ]    |
| 3/11/2017 | Nhật Kí Suy Luận                                | Hạ Tảo An/Edison  | Hầu Minh Hạo                                                                       | vai chính            | [ 31 ]    |
| 3/7/2018  | Tôi Và Hai Người Ấy                             | Lâm Viên          | Hùng Tử Kì                                                                         | vai chính            | [ 32 ]    |
| 22/7/2022 | Thiên Tài Cơ Bản Pháp                           | Lâm Triều Tịch    | Lôi Giai Âm, Trương Tân Thành                                                      | vai chính            |           |
| 2023      | Người Con Gái Trở Về                            | Trần Hữu Hi       | Mai Đình                                                                           | vai chính            |           |
| 2024      | Cảm Ơn Anh Đã Nghe Thấy Em                      | Lương Tri An      | Triệu Hựu Đình                                                                     | vai chính            | [ 33 ]    |

### Phim ngắn
| Thời gian  | Tên phim       | Vai diễn   | Nghệ sĩ hợp tác |
| ---------- | -------------- | ---------- | --------------- |
| 2013       | Bố             | Viên Viên  | Đinh Chí Dũng   |
| 2014       | Bọn họ - Them  | cô bé mù   | Dương Bình      |
| 11/9/2017  | Làm Bạn Nhé    | Tiểu Phong | Vương Tuấn Khải |
| 30/12/2021 | Bí mật mùa thu |            | Hoàng Mễ Y      |

### Lồng tiếng
| Thời gian | Tên phim                                        | Vai diễn |
| --------- | ----------------------------------------------- | -------- |
| 6/3/2014  | Cuộc phiêu lưu của Mr. Peabody & cậu bé Sherman | Penny    |
| 23/9/2019 | Everest: Người tuyết bé nhỏ                     |          |

## Âm nhạc

### Bài hát
| Thời gian | Tên ca khúc          |
| --------- | -------------------- |
| 1/2/2018  | Bài hát mừng năm mới |

## Chương trình truyền hình

### Chương trình truyền hình
| Thời gian  | Tên chương trình               | Chủ đề                                                                       |
| ---------- | ------------------------------ | ---------------------------------------------------------------------------- |
| 21/05/2010 | Thiên Thiên Hướng Thượng       |                                                                              |
| 21/06/2010 | Thiên Hạ Nữ Nhân               | Bộ sưu tập Đường Sơn Đại Địa Chấn                                            |
| 01/08/2010 | Hiện Trường Giải Trí           |                                                                              |
| 02/08/2010 | Hiện Trường Giải Trí           |                                                                              |
| 06/08/2010 | Hiện Trường Giải Trí           | Câu chuyện trưởng thành của Phùng thiếu nữ Trương Tử Phong                   |
| 12/08/2010 | Điện ảnh Hàng Ngày             |                                                                              |
| 30/08/2010 | Hiện Trường Tốt Nhất           | Trương Tử Phong hồn nhiên chia sẻ câu chuyện hậu trường                      |
| 01/09/2010 | Khai Giảng Khóa Thứ Nhất CCTV1 |                                                                              |
| 12/09/2010 | Vui Vẻ 100                     |                                                                              |
| 04/10/2010 | Điện ảnh Hàng Ngày             | Tập đặc biệt: Trưởng thành vui vẻ nhất                                       |
| 05/06/2011 | Con Đường Trưởng Thành         |                                                                              |
| 09/06/2011 | Ảnh Thị Phong Vân Bảng         |                                                                              |
| 15/06/2011 | Điện ảnh Hàng Ngày             |                                                                              |
| 14/09/2013 | Khoái lạc đại bản doanh        | Đoàn phim Cuộc Sống Rực Rỡ                                                   |
| 31/05/2014 | Khoái lạc đại bản doanh        | Chương trình đặc biệt 1/6: Thiếu niên, thiếu niên                            |
| 27/05/2015 | Siêu Cấp Phỏng vấn             | Câu chuyện của ngôi sao                                                      |
| 04/05/2017 | Ngũ Tứ Dạ Hội                  | Nhận danh hiệu "Thanh niên xuất sắc" của Ngũ Tứ                              |
| 14/07/2017 | Thiên Thiên Hướng Thượng       |                                                                              |
| 18/07/2017 | Siêu Thứ Nguyên Thần Tượng     | Khách mời phi hành gia                                                       |
| 12/08/2017 | Khoái Lạc Đại Bản Doanh        | Đoàn phim Thời Đại Niên Thiếu Của Chúng Ta                                   |
| 18/05/2018 | Hướng Về Cuộc Sống mùa 2       | Khách mời tập 5,tập 6                                                        |
| 20/07/2018 | Cao Năng Thiếu Niên Đoàn mùa 2 | Khách mời tập 9                                                              |
| 26/04/2019 | Hướng Về Cuộc Sống mùa 3       | Ban đầu là khách mời tập 1 mùa 3, sau đó được giữ lại làm thành viên cố định |
| 21/12/2019 | Khoái Lạc Đại Bản Doanh        | Tuyên truyền phim điện ảnh Sủng Ái                                           |
| 08/05/2020 | Hướng về cuộc sống mùa 4       | Thành viên cố định                                                           |
| 23/04/2021 | Hướng về cuộc sống mùa 5       | Thành viên cố định                                                           |
| 29/4/2022  | Hướng về cuộc sống mùa 6       | Thành viên cố định                                                           |

## Giải thưởng
| Thời gian | Lễ trao giải                                                     | Giải thưởng                         | Tác phẩm đề cử                 | Kết quả   | Tham khảo |
| --------- | ---------------------------------------------------------------- | ----------------------------------- | ------------------------------ | --------- | --------- |
| 2012      | Lễ trao giải Bách Hoa lần thứ 31                                 | Diễn viên mới xuất sắc nhất         | Đường Sơn đại địa chấn         | Đoạt giải | [ 34 ]    |
| 2013      | Phim truyền hình được khán giả yêu thích nhất Giang Tô           | Diễn viên có tiềm năng nhất         | Cuộc Sống Hạnh Phúc Nhà Cố Lạc | Đoạt giải |           |
| 2014      | Đại hội tuyên dương 2014 do Hội đồng đạo diễn điện ảnh bình chọn | Nữ diễn viên của năm                | Bạn Cùng Bàn                   | Đề cử     |           |
| 2017      | Trung ương Ngũ Tứ dạ hội                                         | Danh hiệu thanh niên Ngũ Tứ ưu tú   |                                | Đoạt giải | [ 35 ]    |
| 2017      | Lễ trao giải Bạch Ngọc Lan lần thứ 23                            | Nữ diễn viên phụ xuất sắc nhất      | Tiểu Biệt Ly                   | Đề cử     |           |
| 2017      | Lễ trao giải Hoa Đỉnh lần thứ 22                                 | Nữ diễn viên phụ xuất sắc nhất      | Tiểu Biệt Ly                   | Đoạt giải | [ 36 ]    |
| 2017      | Liên hoan phim Trung - Anh lần thứ 5                             | Diễn viên mới xuất sắc nhất         | Lý Lôi Và Hàn Mai Mai          | Đoạt giải | [ 37 ]    |
| 2018      | Lễ trao giải Kim Ưng lần thứ 12                                  | Nữ diễn viên                        | Tiểu Biệt Ly                   | Đề cử     |           |
| 2018      | Lễ trao giải giải Kim Mã lần thứ 55                              | Nữ diễn viên phụ xuất sắc nhất      | Chào em, Chi Hoa               | Đề cử     | [ 38 ]    |
| 2018      | The film Gala lần thứ 17                                         | Diễn viên được chú ý nhất           | Mau mang anh tôi đi giùm cái   | Đoạt giải |           |
| 2019      | Đêm hội Weibo                                                    | Nữ diễn viên điện ảnh xuất sắc nhất | Mau mang anh tôi đi giùm cái   | Đề cử     |           |
| 2021      | Liên hoan phim Điện ảnh Châu Á lần thứ 15                        | Nữ diễn viên xuất sắc nhất          | Chị tôi                        | Đề cử     |           |
| 2021      | Liên hoan phim Trường Xuân Trung Quốc (Kim Lộc) lần thứ 16       | Nữ diễn viên chính xuất sắc nhất    | Chị tôi                        | Đoạt giải |           |
| 2021      | Lễ trao giải Kim Kê Trung Quốc lần thứ 34                        | Nữ diễn viên chính xuất sắc nhất    | Chị tôi                        | Đề cử     |           |
| 2023      | Lễ trao giải Hoa Biểu Trung Quốc lần thứ 19                      | Nữ diễn viên chính xuất sắc nhất    | Chị tôi                        | Đoạt giải | [ 39 ]    |
| 2024      | Lễ trao giải Kim Kê Trung Quốc lần thứ 37                        | Nữ diễn viên chính xuất sắc nhất    | Du hành xuyên mặt trăng        | Đề cử     | [ 40 ]    |